# Yani Khelaf
Yani Khelaf, né le 7 février 1998 à Saint-Denis, est un athlète français.

## Carrière
Yani Khelaf est médaillé d'argent par équipe junior lors des Championnats d'Europe de cross-country 2017 à Šamorín et médaillé d'or par équipe espoir lors des Championnats d'Europe de cross-country 2018 à Tilbourg.
Il remporte la médaille de bronze du relais mixte des Championnats d'Europe de cross-country 2019 à Lisbonne.